# Vampirul Vittorio
Anne Rice (n. 4 octombrie 1941, New Orleans cu numele Howard Allen O'Brien) este o scriitoare americană de romane, nuvele gotice și religioase. Este cunoscută cel mai bine pentru seria care are ca teme dragostea, moartea, imortalitatea (nemurirea), existențialism și condiția umană. A fost căsătorită cu poetul Stan Rice. Cărțile sale au fost vândute la aproape 100 de milioane de copii, făcând-o una dintre cele mai bine citite autoare din istorie.
Ea s-a făcut cunoscută datorită Cronicilor cu Vampiri. „Vampirul Vittorio” a fost lansat in 1999 si se integrează seriei cu cronici vampiri.

## Sinopsis
În secolului al XX-lea, de la castelul lui în partea de nord a Toscanei, Vittorio își scrie tragica poveste de viață. 
În 1450, Vittorio este un nobil de șaisprezece ani, a cărui familie este asasinată de către un puternic și vechi grup de vampiri. Cu toate acestea Vittorio scapă, el rămânând singurul membru al unei vechi familii de renume din Toscana, dar suferă un șoc imens văzându-și întreaga familie moartă.
El a rămas printre cei vii doar datorită Ursulei, o vampiroaică care se îndrăgostise de el. Cu toate acestea el o ura, ea fiind asasina fraților săi, dar o și iubea fără să-și dea seama.
După ce și-a înmormântat familia s-a hotărât să plece din acel castel blestemat, și asta a și făcut la lumina protectoare a primelor raze de soare. Gândul său era acela de a ajunge la Florența, dar pe drum se rătăcește și ajunge într-un oraș foarte bizar, acolo nu existau copii mici și nici oameni bătrâni sau bolnavi. Peste tot domnea misterul, iar pericolul se simțea în aer. Cu toate acestea tânărul caută peste noapte adăpost într-un han, fiind foarte obosit.
În acea noapte și în următoarele este vizitat de Ursula, vampiroaica care îl cruțase. Aceasta l-a sedus și l-a făcut să-i bea sângele otrăvit, astfel el uitând de ura pe care i-o purta și îndrăgostindu-se de ea. La scurt timp după această întâmplare tânărul nobil dezleagă și misterul absenței copiilor și bătrânilor din sat, ei fiind luați de către vampiri la un anumit interval de timp și duși la castelul lor unde urmau a fi sacrificați. 
Vittorio se hotărăște să-i urmeze pe vampiri și astfel ucide unul dintre ei, dar descoperă și locul unde aceștia își petreceau timpul.
Odată ajuns acolo descoperă o cetate veche, în stil franțuzesc cu grădini și camere imense. Vampirii hotărăsc să-l ducă în grădinile unde trăiesc cei ce urmează a fi sacrificați, același lucru urmând să se întâmple și cu el, dar Ursula insistă pe lângă soțul ei, conducătorul vampirilor, rugându-l să-l transforme pe Vittorio în vampir. Inițial acesta refuză, dar se lasă înduplecat și vrea să-i de o șansă acelui tânăr, șansă pe care el o refuză. Chiar dacă asistă la slujba de sacrificiu a acelor suflete și este practic infectat cu sângele acela murdar, el tot refuză favoarea care i se oferă. 
Astfel, ajunge pe străzile Florenței unde descoperă că are puterea de a vedea îngeri, vampirii nu-l omorâseră datorită Ursulei. Este foarte slăbit dar îngerii lui Fra Fillipo îl ajută, spunându-i să se lase condus la mănăstire, unde va primi toate îngrijirile necesare pentru a se pune pe picioare, urmând ca ei să vină și să vorbească cu el, asigurându-l că nu are de ce să-i fie teamă.
Ajuns la mănăstire el este foarte bine îngrijit de călugării de acolo, și cu ajutorul unor ceaiuri și poțiuni reușește să scoată din el veninul pe care îl băuse. Odată ce i-au revenit puterile, îngerii îi spun că el ar putea fi salvatorul, deoarece este singurul om care știe unde sunt vampirii și dacă are voință și crede cu adevărat îi va învinge. În acest moment Vittorio este hotărât să distrugă acel cuib de șerpi veninoși care omoară fără milă. În drum spre castel este însoțit de cei doi îngeri ai lui Fra Fillipo, și de mai marele îngerilor, ei fiind acolo doar pentru a-l însoți, neavând voie să și intervină.
Tânărul Vittorio  ajunge la castelul blestemat în zorii zilei și intră în cripta unde dormeau vampirii, îi omoară fără milă aruncându-le capetele sub razele soarelui pentru a arde. El îi omorâse pe toți înainte de apusul soarelui, dar mai rămăsese Ursula, pe care nu avea puterea de-a o ucide, încă sperând în recuperarea ei, așa că o cruță și astfel își alungă unica șansă de izbăvire. Îngerii îl părăsesc, dar el nu își pierde speranța. 
Când s-a deșteptat din somn luna era sus pe cer, iar Ursula îl veghea, ea nu era speriată, ci din contră îi mulțumi că a eliberat-o. Acesta era doar un truc, ea l-a ademenit spunându-i că va putea să redevină ce a fost doar dacă cineva îi va bea acel sânge otrăvit pe care îl are în ea, Vittorio face acest lucru crezând că totul va fi bine. Dar când își revine din starea de euforie indusă de otrava dată de Ursula înțelege că nu mai are nici o scăpare, acum este un vampir.
Inițial este descumpănit, o urăște pe acea ființă care l-a înșelat, dar imediat ce ea îi aduce drept sacrificiu uman un prunc, și acesta îi bea sângele găsește plăcerea de a face victime și pleacă împreună cu tânăra sa mireasă spre Florența unde află vești îngrijorătoare despre pictorul ai cărui îngeri îl însoțiseră, acesta căzuse în păcat, iar îngerul cel mare îi reproșa asta, dar cu toate acestea îngerii i s-au arătat iar și i-au spus că îi poate vedea ori de câte ori vrea, trebuie doar să vină la acele picturi unde îi văzuse întâia dată.
Astfel Vittorio și Ursula au continuat să facă numeroase victime inocente, dar cu toate aceste sufletul i-a rămas uman, iar dragostea lor este pură și eternă. Motiv pentru care ei s-au retras la castelul unde a copilărit tânărul adolescent de odinioară, iar după 500 de ani s-a hotărât să-și scrie povestea. O poveste, nu despre faptele sale întunecate, ci despre chinurile și suferințele prin care a trecut pentru a ajunge un vampir împotriva voinței lui!
Vittorio este unic în două moduri: el poate vedea îngerii și sufletele oamenilor care pleacă după moarte. La sfârșitul cărții, el este lăsat cu "cadou" pentru a vedea sufletele oamenilor, care apar la orice persoană, ca o intensă lumină strălucitoare. Mastema îi spune că el nu va fi niciodată în măsură să beneficieze de a nu mai vedea acest lucru, și că de fiecare dată când el are o viață umană ca pradă, el va fi martor la stingerea luminii din suflet.